# Just a Ride
A Just a Ride Jem walesi énekesnő második kislemeze első, Finally Woken című albumáról. A dal tisztelgés Bill Hicks előtt, és szerepelt a Music from the OC: Mix 1 válogatásalbumon Jem egy másik számával, a Maybe I’m Amazed című Paul McCartney-feldolgozással. A Just a Ride a The Prince and Me (2004) és a Monster-in-Law (2005) című filmek filmzenealbumára is felkerült.

## Számlista
CD kislemez
1. Just a Ride
2. California Sun

CD maxi kislemez
1. Just a Ride
2. Just a Ride (Fatboy Slim Remix)
3. Just a Ride (Adam F-V-Pendulum Music Mix)
4. They (Kid Freeze Tech Breaks Mix)

## Helyezések
| Slágerlista (2005)           | Legmagasabb helyezés |
| ---------------------------- | -------------------- |
| Belga (vallon) kislemezlista | 66                   |
| Brit kislemezlista           | 14                   |
| Ír kislemezlista             | 27                   |